# Enquin-les-Mines
Enquin-les-Mines era una comuna francesa situada en el departamento de Paso de Calais, de la región de Alta Francia, que el uno de enero de 2017 pasó a ser una comuna delegada de la comuna nueva de Enquin-lez-Guinegatte al unirse con la comuna de Enguinegatte.

## Demografía
| Gráfica de evolución demográfica de Enquin-les-Mines entre 1800 y 2014 |
|                                                                        |

Los datos demográficos contemplados en este gráfico de la comuna de Enquin-les-Mines se han cogido de 1800 a 1999 de la página francesa EHESS/Cassini, y los demás datos de la página del INSEE.